# 甲苯咪唑
甲苯咪唑（英語：Mebendazole，簡稱MBZ），又名安樂士、美鞭達唑，為治療多種寄生蟲感染的指定用藥。治療對象包含蛔蟲、蟯蟲、線蟲、絛蟲、鉤蟲、滴蟲、包囊蟲，以及鞭蟲類的感染。該藥屬於口服藥物。
甲苯咪唑的藥物耐受性很高。常見的副作用有頭痛、嘔吐以及耳鳴。使用過大劑量的話恐有骨髓抑制的疑慮 。在懷孕期間使用的安全性之研究尚不明確 。甲苯咪唑是種可廣泛使用苯並咪唑類的驅蟲藥劑。
甲苯咪唑在1971年開始正式使用，是名列世界衛生組織基本藥物標準清單中的藥品，也是基礎醫療系統裡的重要藥物之一。此藥也是作為通用名藥品在使用。單劑的量販價大約介於0.004到0.04美元間 。在美國，一劑的售價約為18美元。

## 醫療用途
甲苯咪唑為抗線蟲類寄生蟲的特效藥，包含蟯蟲、线虫、絛蟲、鉤蟲、以及鞭蟲。
此外，甲苯咪唑也可治療尚未離開消化道的初期旋毛蟲病，但離開消化道的旋毛蟲即必須以其他藥物治療，因為此藥物難溶於血。單獨使用此藥可以治療旋毛蟲輕度或中度的寄生蟲感染，但其殺蟲效果相當緩慢。若重症患者使用此藥物，則可能使寄生蟲自消化系統中逸出，導致盲腸炎、膽道問題，或腸穿孔。為了避免此問題，重症病患可以在治療前使用驅蛔靈，或完全替代甲苯咪唑。因為驅蛔靈會使蟲體癱瘓，使其由糞便排出。。甲苯咪唑很少拿來治療包囊蟲病，因為研究顯示其效果不佳。
甲苯咪唑和其他苯并咪唑类藥物對於线虫的幼虫和成虫阶段都有效，對於蛔虫和鞭虫也可以杀卵。虫体會慢的麻痹而死亡，可能要幾天後才不會在糞便中出現。

### 特定族群
甲苯咪唑的懷孕分級是C，會對懷孕中的動物造成影響，但對於懷孕中婦女的影響沒有足夠臨床研究，目前尚不知道此藥是否會藉哺乳影響胎兒。

## 不良反应
有時甲苯咪唑會造成腹泻，腹痛，和肝酶升高，在少數的案例中，甲苯咪唑會造成有危險性的低白血球計數、低血小板计数及脫髮，以及粒细胞缺乏症的風險。

### 藥物互相作用
卡马西平(Carbamazepine)、苯妥英（Phenytoin，或稱Diphenyl hydantoin）會降低血漿中甲苯咪唑的濃度，西咪替丁(Cimetidine) 不會顯著提昇甲苯咪唑的濃度（和西咪替丁與阿苯达唑的影響不同），和其總系統吸收不高的結果一致。
若甲苯咪唑和高劑量的甲硝唑(Metronidazole) 一起服用，會出現史蒂芬斯－強森症候群及更嚴重的中毒性表皮壞死鬆解症。

## 藥物機制
甲苯咪唑的作用機制是透過與寄生蟲腸道細胞中β-微管蛋白的秋水仙素結合位點結合，而選擇性抑制微管合成。因而會阻礙微管蛋白二聚體的聚合，進而破壞細胞質微管。細胞質微管遭破壞後會導致寄生蟲無法吸收葡萄糖和其他養分，會逐漸癱瘓，而後死亡。
甲苯咪唑在使用者消化道內吸收不良的特性，使其成為治療腸道寄生蟲感染的有效藥物，且副作用有限。然而甲苯咪唑對哺乳動物細胞仍有影響，主要是透過抑制微管蛋白二聚體的聚合，進而破壞重要的微管結構，例如有絲分裂紡錘體。有絲分裂紡錘體解體後，會透過Bcl-2（基因）的去磷酸化誘導細胞凋亡，而使得促凋亡蛋白Bax能夠二聚化並啟動程式性細胞死亡。

## 價格及廠商
甲苯咪唑是通用名药物，成本在美金0.004元至0.04元之間，在美國一劑約美金18元。甲苯咪唑是由像強生公司等國際廠商及一些通用藥製造商所販售。

## 研究
許多研究指出甲苯咪唑有潛在的抗腫瘤性質，不論是体外或是在活体的實驗，甲苯咪唑可以顯著抑制癌細胞的成長、遷移及轉移形成腎上腺皮質癌。肺癌細胞經過甲苯咪唑處理後，其有絲分裂停滯，之後胱天蛋白酶活化，釋放細胞色素c，隨後細胞會凋亡死亡。甲苯咪唑會引發人類肺癌細胞的凋亡反應，效果和劑量和時間有關，也會使耐化療藥的黑色素瘤細胞因Bcl-2不活化而凋亡。